# بيت هينينج
بيت هينينج (بالإنجليزية: Pete Henning)‏ هو لاعب كرة قاعدة أمريكي، ولد في 28 ديسمبر 1887 في كراون بوينت في الولايات المتحدة، وتوفي في 4 نوفمبر 1939 في داير في الولايات المتحدة.

## وصلات خارجية
- بيت هينينج على موقعبيزبول رفرنس.كوم (الدوري الرئيسي) (الإنجليزية)
- بيت هينينج على موقعبيزبول رفرنس.كوم (الدوري الثانوي) (الإنجليزية)